# Hermias
Hermias var en grekisk/makedonsk minister i det Seleukidiska imperiet, han tjänstgjorde under Seleukos III och Antiochos III den store. År 220 f.Kr. blev Hermias avrättad på order av Antiochos III.